# Franz Ferdinand von Nagel
Franz Ferdinand (Heidenreich Theodor Anton Johann Maria) von Nagel (* 27. August 1734 Haus Vornholz, Ostenfelde; † 11. November 1762) war Amtsdroste in Winzenburg sowie Domherr in Paderborn und Münster.

## Leben

### Herkunft und Familie
Franz Ferdinand von Nagel wuchs als Sohn des Edmund Friedrich Levin von Nagel und seiner Gemahlin Johanna Rosina Antoinetta von Tastungen zusammen mit seinem Bruder Hermann Adolf in der uralten westfälischen Adelsfamilie von Nagel auf.

### Wirken
Am 7. April 1747 erhielt Franz Ferdinand mit päpstlichem Zuspruch in Paderborn eine Dompräbende, nachdem sein Onkel Hermann Werner von Nagel verzichtet hatte. Diese übertrug er 1763 auf seinen Bruder Hermann Adolf.
Am 11. Mai 1747 wurde er zunächst dem Amtsdrosten in Winzenburg beigeordnet und im November 1755 als Amtsdroste vereidigt. In der Zwischenzeit hatte er von 1753 bis 1754 in Paris Kirchenrecht studiert.
1755 erhielt er eine Dompräbende in Münster, nachdem Adrian Wilhelm von Nagel darauf verzichtet hatte.